# Santa Madre Cassino
Santa Madre Cassino é o primeiro álbum de estúdio da banda brasileira Matanza. Foi considerado "ótimo" pela crítica do Zona Punk.

## Faixas
1. "Ela Roubou Meu Caminhão"
2. "Mesa de Saloon"
3. "Eu Não Bebo Mais"
4. "E Tudo Vai Ficar Pior"
5. "Tombstone City"
6. "Rio de Whisky"
7. "Quanto Mais Feio"
8. "Ye Ole Bluegrass Assassinate" (Instrumental)
9. "Santânico (Parte 1)"
10. "Santânico (Parte 2)"
11. "Mais Um Dia Por Aqui"
12. "Imbecil"
13. "As Melhores Putas do Alabama"
14. "Santa Madre Cassino"